# Traian Vasilcău
Traian Vasilcău  (n. 2 aprilie 1969) este un poet, scriitor, eseist, traducător, libretist, autor de texte pentru cântece și textier de limba română din Republica Moldova. Este cunoscut sub pseudonimul Traianus sau Trajanus. Este laureat al  Premiului Național pentru Artă și Cultură pe anul 2016.

## Studii
A studiat la Facultatea de Istorie și Etnopedagogie a Universității Pedagogice de Stat din Chișinău, pe care a absolvit-o în 1993. A participat activ încă din timpul studenției la Mișcarea de Eliberare Națională, fapt pentru care e admonestat și persecutat de organele securității de atunci. 
A fondat la începutul anilor 90 Cenaclurile literar-muzicale și social-politice SOL (Leonard Tuchilatu) și Clopotarii. Se implică, împreună cu membrii Cenaclului CLOPOTARII, în campania electorală pentru susținerea candidatului Nicolae Costin din partea Frontului Popular din Moldova.
Este membru al Uniunii Scriitorilor din Moldova și membru al Uniunii Scriitorilor din România, Filiala Chișinău.
Acesta scrie  încă din 1983, debutul editorial avându-l în anul 1995 cu 2 volume de versuri.

## Activitatea profesională
Șef Secție Literatură Contemporană la Muzeul Literaturii Române DIMITRIE CANTEMIR din Chișinău, Specialist Programe Culturale la Direcția Tineret – Sport a Primăriei municipiului Chișinău, Prim – redactor la Săptămînalul ACCENTE, Președinte al Societății Culturale Pasărea Phoenix, Președinte al Fundației Culturale Maluri de Prut, Director-Fondator al Revistei Lierar-Artistice PHOENIX, inițiator și producător al Festivalurilor naționale de muzică ușoară Maluri de Prut, in memoriam Ion și Doina Aldea-Teodorovici/8 ediții și Steaua Chișinăului-Steaua Moldovei/total–17 ediții/. Directorul proiectelor culturale de anvergură: ”Dicționarul scriitorilor români contemporani de pretutindeni” și Antologia de Aur a poeziei românești în mileniul trei/ambele în lucru/ etc.
Deține Titlul Onorific de Stat „Maestru în Artă” și Medalia „Maestru în Artă” (2011), acordat de Președintele Republicii Moldova, pentru succese deosebite în activitatea de creație, contribuție importantă la afirmarea valorilor spirituale naționale și înaltă măiestrie artistică.
Laureat al Premiului Național (2016) și al Medaliei „Premiul Național”, acordate de Guvernul Republicii Moldova,  pentru Trilogia psalmodică „Regăsit în Cer”(2000-2008), Iași, 2009, pentru traducerea și promovarea literaturii naționale peste hotare (17 volume traduse în 18 limbi de 60 de specialiști în domeniu din 17 țări, volume apărute la 17 februarie 2016) și pentru organizarea evenimentelor culturale de susținere a tinerelor talente artistice: „Maluri de Prut” și „Steaua Chișinăului–Steaua Moldovei”.
Alte Premii și Însemne de Prețuire pămîntească: Marele Premiu și Trofeul Festivalului Internațional “Maluri de Prut”, Premiul II și Premiul I la Concursul Internațional de Creație „Vrancea Literară”, Premiul Revistei „Literatura și Arta”, pentru Poezie (în mai muți ani, ultima oară–în 2019),Trofeul Fundației „Doina și Ion Aldea-Teodorovici” și al  Primăriei Pitești pentru promovarea idealului Reîntregirii,  Premiul Cotidianului “Moldova Suverană”, Diploma Ministerului Culturii și Turismului, acordată în cadrul Festivalului Internațional de Muzică „Mărțișor-2006”, ediția a 40-a, pentru evoluare cu succes și înaltă măiestrie artistică, Premiul de Excelență al Salonului  de Carte „Axis Libri” din Galați,  Premiul Salonului de Carte al Bibliotecii Naționale pentru traducerea liricii scriitorilor ruși Anna Ahmatova și Ivan Bunin, Premiul Bibliotecii Naționale pentru cea mai citită carte a anului,  Premiul pentru poezie al Centrului Internațional “Sergiu Grossu”,  Marele Premiu al Festivalului Internațional de Muzică Ușoară “Steaua de Aur”, Premiul pentru Poezie al Uniunii internaționale a oamenilor de creație, Premiul Revistei „Literatura și Arta” pentru Publicistică, Premiul pentru Poezie al Revistei internaționale  româno-canado-americane STARPRESS, Marele Premiu al Comisiei Naționale pentru Unesco,  Premiul de Excelență al Grupului de Presă “Națiunea” din București, Premiul II al Concursului Național de Poezie “Carmen Patriae” din Brașov, Premiul Revistei de cultură și civilizație „Gînd românesc, Gînd european” și al Editurii „Gens Latina” din Alba Iulia, Premiul UNIFERO pentru activitatea de promovare a culturii românești în cadrul Concursului de creație literară „Diamante Spirituale”, Diploma de Merit a Ministerului Culturii pentru 25 de ani de activitate artistică prodigioasă, Titlul Onorific „IN HONORIS”, pentru contribuția adusă artei, literelor și culturii românești, în general, acordat de Asociația de Vexilologie „Tricolorul”, Casa Artelor, Poligrafiei și Editurii „Rotarexim”, Clubul iubitorilor de Cultură din Curtea de Argeș și Fundația „P.I.M.” din Domnești, Argeș, Diploma de Onoare a Grupului de Presă „Națiunea” din București pentru activitatea publicistică de reflectare a imaginii social-politice din Republica Moldova, Medalia „Alexie Mateevici”, pentru apărarea valorilor spiritualității creștin-ortodoxe, acordată de președintele raionului Căușeni, Premiul I la Concursul  Cîntecului Național „Te cînt, orașul meu”, acordat de Primarul orașului Ialoveni, Titlul Onorific „Cetățean al românismului”, pentru cultivarea și promovarea Limbii și Culturii Române, pentru contribuția remarcabilă la Unitatea Românilor de Pretutindeni, întru Spirit, Credință, Dreptate și Adevăr, pentru nemuritorul Grai și Suflet Românesc, pentru împlinirea Aspirațiilor Strămoșești comune, acordat de Liga Culturală pentru unitatea românilor de pretutindeni și Asociația de Vexilologie „Tricolorul” din Pitești, Diploma de Excelență a Editurii „Zorio” și a Revistei pentru Copii „Regatul Cuvintelor” din București, pentru valoarea operei sale, Diploma de Excelență a Primăriei satului Viișoara, ca semn de sinceră recunoștință și aleasă prețuire pentru performanțe excepționale și succese notorii obținute din rodnica activitate, precum și pentru palmaresul realizat în domeniu, pentru autoritate morală și civică, spirit creator și eforturi depuse în promovarea imaginii satului Viișoara, Medalia „Ioan Zlotea”, acordată cu ocazia împlinirii a 90 de ani din ziua trecerii la Domnul a monahului taumaturg Ioan Zlotea, acordată de Consiliul raional Căușeni, Primăria satului Sălcuța și Complexul muzeal „Monahul Ioan Zlotea”, Titlul de Cetățean de Onoare al satului Viișoara, în semn de sinceră apreciere și profund respect pentru deschiderea și atitudinea pro-activă care duce la o colaborare frumoasă și la rezultate remarcabile, pentru dăruire și cooperare, pentru spiritul creator, performanțe deosebite în promovarea imaginii satului Viișoara, depunînd eforturi pentru promovarea valorilor general-umane și culturale în țară și peste hotarele ei, Ordinul „Sf. Ierarh Varlaam Moțoc”, acordat de Biserica Ortodoxă din Moldova, Diploma de Excelență, acordată de Academia Națiunii Române, în semn de înaltă prețuire pentru contribuția la trezirea sentimentului de dragoste față de Neam și Țară, de Unitate, de Respect față de Valorile culturale și spirituale ale Națiunii Române, Premiul de Excelență al Asociației „Geocosynus Educational” și al Revistei universale de creație și atitudine culturală „Armonii Culturale” din Adjud, Județul Vrancea pentru promovarea literaturii contemporane, Diploma de Onoare a Primăriei satului Ciuciulea, raionul Glodeni, ca semn de Prețuire pentru contribuția substanțială la promovarea satului Ciuciulea, Premiul Uniunii Scriitorilor din Moldova pentru anul 2019, acordat în anul 2020, Diploma „Grigore Vieru” a Casei-Muzeu „Alexei Mateevici” din Zaim și a Complexului muzeal „Monahul Ioan Zlotea” din Sălcuța, acordată pentru promovarea valorilor creștine și naționale în Basarabia românească, Trofeul și Premiul „Jurnalistul anului 2020”, acordate la Gala Laureaților în domeniul Culturii–2020, ediția XI, de către Secția Cultură și Turism a Consiliului Raional Anenii Noi  etc.
În anul 2019 a fost inaugurată Casa-Muzeu a poetului, în satul de baștină, Viișoara.

## Opera
- Ciocîrlia cîntă fără tălmăciri, Chișinău, 2007
- Cînd s-au fost spus Îngerii, Chișinău, 2009
- Prădalnicii din crăia lui Dumnezeu: Profeții adeverite, Chișinău, 2011
- Altfelizvodirea: eseuri, maxime, reflecții și poeme, Albva Iulia, 2011
- Triluit de Har, Chișinău, 2012
- Sfeșnic în rugăciune, Chișinău, 2012
- Călugăr fără schit, Chișinău, 2012
- Cameleonismul la români: (Îngândurări basarabene), Arad, 2012

A publicat în Revistele: Ardealul Literar, Lumină Lină, Universul Cărții, Sud, Bucovina Literară, Flux, Accente, Literatura și Arta, Dacia Literară,  Luceafărul, Mozaicul, Euromuseum, Rouă Stelară, Epoca, Ecoul, Viața Literară, Cetatea lui Bucur, Dacologica, Neamul Romanesc, Universul literar, Noul Orfeu, TABOR, Slova Creștină, Glas Comun, Luceafărul românesc, Reflex, Helis, StarPress, Haemus, Vatra Veche, Antares, Analize și Fapte, Glasul Națiunii, Limba română, Florile Dalbe, Revista Română, Alunelul, Tinerimea Moldovei, Tineretul Moldovei, Gazeta Tineretului, Gazeta liberă, Viața Basarabiei, Basarabia Literară, Baaadul literar,  ExPonto, Argeș, Totuși Iubirea, Flacăra lui Adrian Păunescu, Caietele Columna, Acolada, Dunărea de jos, Familia,  Orizont literar contemporan, Gînd Românesc, gînd European, Literaria, Climate  literare, Pietrele Doamnei, Portal Măiastra, Steaua Dobrogei, Meandre, Vitralii, Graiul Maramureșului, Astra, Cafeneaua literară, Viața de pretutindeni, Steaua, AGERO, Caligraf, Agora literară, Litere, Scrisul românesc, Moldova Suverană, Axioma,  Patria tînără, Europa info, Noutăți editoriale, Tribuna copiilor, PHOENIX, Fereastra, Discobolul, Plumb, POESIS, Porto Franco,  Pro Saeculum, Oglinda Literară, Mișcarea Literară, Nord Literar, Viața satului, Citadela, Cetatea culturală, Caiete Silvane, Revista Nouă,  Metamorfoze, Conexiuni,  Nistru, Acasă, Poemele de lîngă noi,  Contemporanul. Ideea Europeană, Convorbiri literare,  Cronica,  Poezia, Constelații diamantine, Cronograf,  O carte pe zi, Vestea de Mehadia, Carte și Arte, Pași, Revista Multiculturală, Conexiuni creștine contemporane, Phoenixmission, Poezie.ro, Studii dacologice, Rețeaua literară, Romanian VIP, Literblog, Curierul Zilei, Obiectiv de Ialomița,  Răsunetul, Rost, Egophobia, Cuvîntul Liber, Scribd, Ziarul Văii Jiului, Biblioteca Bucureștilor, Port&Leu, Vremea, Contrasens Roșiori, Actualitatea Irl, Portal Măiastra, Destine literare, Arena literară, Surîsul Bucovinei, Dealul melcilor, Viitorul Prezent, Tînărul învățător, Vatra Veche, Jurnal de Dîmbovița, Unirea, Salonul Literar, Apollon, Apollon Junior, Algoritm literar, Spații culturale, Boema, Cartelul metaforelor, Bucureștiul literar și artistic, Convorbiri literar-artistice, Magazinul românesc, Axis Libri, Ithaca, Lumină Lina etc.
Opera editată:
1. Poemele regretelor tîrzii, 1995, versuri, Colecția „Pasărea Phoenix”, Chișinău-Leova, Editura „Liceum;
2. Risipitorul de iubire, 1995, versuri, Chișinău-Leova, Editura „Liceum”;
3. Un clopot pentru Basarabia,1996, versuri (1987-1994), Colecția „Pasărea Phoenix”, Chișinău-Orhei, Editura ” Liceum”;
4. Zeii nu mor în cer,1997, versuri, Chișinău, CRIC”Informcom”;
5. Spitale pentru îngeri, 1997, versuri, Chișinău, CRIC „Informcom”;
6. Potopul Cultural, 1999, versuri, Chișinău, prefață de Ioan Lupan, CRIC „Informcom”;
7. Sinceritatea ca Sentință, 1999, versuri, Chișinău, postfață de acad. Mihai Cimpoi, CRIC „Informcom”;
8. Poeme de pe timpul tăcerii de aur, 1999, versuri, Chișinău, prefață de Victor Teleucă, postfață de acad. Ion Borșevici, Editura „Abeceluș”;
9. Ziua poznelor frumoase, 1999, versuri pentru copii, Chișinău, Editura „Abeceluș”;
10. Prăbușit în flori, 2000, versuri, Chișinău, prefață de Gheorghe Vodă și Victor Teleucă, postfață de Nicolae Dabija, CRIC ” Informcom”;
11. Anna Ahmatova, Ivan Bunin. Versuri tălmăcite de TRAIANUS, 2000, Chișinău, postfață de autor, CRIC „Informcom”;
12. Colindă pentru niciodata mea, 2000, antologie de versuri, Timișoara, Editura „Augusta”;
13. Moartea în Premieră, 2001, versuri, Chișinău, prefață de Tudor Palladi, referințe critice de Arcadie Suceveanu, Grigore Grigorescu, Mihai Cimpoi, Grigore Vieru și Anatol Ciocanu, Editura ” Pasărea Phoenix”–„CRIC Informcom”;
14. Cerul scris cu stele, 2001, versuri pentru copii, Chișinău, Editura „Pasărea Phoenix”–„CRIC Informcom”;
15. Literă din Dumnezeu, 2001, antologie de versuri, Craiova, prefață de Tudor Palladi, postfață de prof.univ. dr. Ovidiu Ghidirmic, Editura „Scrisul Românesc”;
16. Regele Învins, 2001, versuri, București, Colecția „Orizonturi Lirice”, prefață de Tudor Palladi, referințe critice de Ovidiu Ghidirmic, Victor Teleucă, Serafim Belicov, Ion Borșevici, Mihai Cimpoi, Grigore Vieru, Arcadie Suceveanu, Grigore Grigorescu, Gheorghe Vodă, Nicolae Dabija, Dragoș Vicol, Editura „Eminescu”;
17. Demisionarea din Umilință, 2003, Eseuri din Mahalaua Nebunilor, Chișinău, postfață de autor, Editura „ABC”;
18. Nafura deșertăciunii, 2002, antologie de sonete, Chișinău, prefață de Tudor Palladi, Editura „ABC;
19. Miracolul tristeții se amînă, cartea 1, 2002, antologie de colinde, București, prefață de Anatol Ciocanu, Grupul editorial „EMCO”, Editura „Eminescu”;
20. Miracolul tristeții se amînă, cartea 2, 2003, antologie de colinde, București, Grupul editorial „EMCO INTERNAȚIONAL”, Editura „Eminescu”;
21. Atentat la Veșnicie, 2006, maxime și recviemuri, Chișinău, Editura „PHOENIX”;
22. Atentat la Veșnicie, 2006, maxime, reflecții,  recviemuri(2000-2005), Chișinău, Editura „PHOENIX”;
23. Atentat la Veșnicie, 2007, maxime, reflecții, recviemuri, ediția a 2-a, adăugită, Chișinău, Editura „Grafema Libris”;
24. Ciocîrlia cîntă fără tălmăciri, 2007, versuri pentru copii, Chișinău, Editura „Grafema Libris”;
25. Din Cartea Copilăriei, 2008, versuri pentru copii, Chișinău, Editura „Grafema Libris”;
26. Anna Ahmatova, Ivan Bunin.Versuri tălmăcite de Traianus, ediție nouă, 2008, Chișinău, prefață de acad. Mihai Cimpoi, Tipografia Academiei de Științe a Moldovei, Editată din inițiativa și cu suportul financiar al Guvernului Moscovei;
27. Eternul Înnăscut, 2008, versuri, Ottawa, Editura „Lucian Badian Editions”;
28. Cînd s-au fost spus Îngerii, 2009, Chișinău, postfață de Eugen Dorcescu, Editura „Epigraf”;
29. Inborn Into Eternity, 2009, versuri, tălmăcire în limba engleză de Luminița Suse(Canada), Ottawa, Editura „Lucian Badian Editions”;
30. Regăsit în Cer, Trilogie Psalmodică, Cartea I, 2009, versuri(2000-2008), Iași, predoslovie de Tudor Palladi, sentințe critice de Nicolae Dabija, Theodor Codreanu și Adrian Păunescu, Editura „Mega-Mix”;
31. Regăsit în Cer, Trilogie Psalmodică, Cartea II, 2009, versuri(2000-2008), Iași, predoslovie de Paul Everac, sentințe critice de Arcadie Suceveanu, Marius Marian Șolea și Grigore Vieru, Editura „Mega-Mix”;
32. Regăsit în Cer, Trilogie Psalmodică, Cartea III, 2009, versuri(2000-2008), Iași, predoslovie de Theodor Damian, sentințe critice de A.I.Brumaru, Mihai Cimpoi și Radu Cârneci, Editura „Mega-Mix”;
33. Ciuruit de Cuvinte, 2010, versuri, Alba Iulia, Colecția revistei „Gând românesc”, prefață de Virgil Șerbu Cisteianu, Editura „Gens Latina”;
34. Altfelizvodirea, 2011, eseuri, maxime,  reflecții și poeme, Alba Iulia, oblăduire de început și sfîrșit: Părintele Arsenie Boca, postfață de Horia Bădescu, Editura „Gens Latina”;
35. Prădalnicii din crăia lui Dumnezeu, Profeții adeverite, 2011, pamflete, eseuri, poeme, Chișinău, postfață de autor, Editura „Notograf Prim”;
36. Sărutul mării, 2011, versuri pentru cîntece(2006-2011), Chișinău, Editura „Notograf Prim”;
37. Cameleonismul la români(Îngândurări basarabene), 2012, pamflete și poeme, Colecția „Viața de pretutindeni”, Arad, prefață de Sabin Bodea, Editura „Viața Arădeană”;
38. Călugăr fără schit, 2012, versuri, Chișinău, prefață de Geo Vasile, postfață de Paul Aretzu, Editura „Lumina”;
39. Triluit de Har, 2012, versuri, eseuri,  maxime, Chișinău, prefață de Dan Verona, postfață de Theodor Codreanu, Editura „Lumina”;
40. Sfeșnic în Rugăciune, 2012, versuri, Chișinău, postfață de Irina Mavrodin, Editura „Notograf Prim”;
41. Inscripții pe Etern, Opere Netăcute în 9 volume, vol. I, 2012, Chișinău, Editura „Grafema Libris”;
42. Inscripții pe Etern, Opere Netăcute în 9 volume, vol. II, 2012, Chișinău, Editura „Grafema Libris”;
43. Inscripții pe Etern, Opere Netăcute în 9 volume, vol. III, 2013, Chișinău, Editura „Grafema Libris”;
44. Inscripții pe Etern, Opere Netăcute în 9 volume, vol. IV, 2013, Chișinău, Editura „Grafema Libris”;
45. Inscripții pe Etern, Opere Netăcute în 9 volume, vol. V, 2013, Chișinău, Editura „Grafema Libris”;
46. Inscripții pe Etern, Opere Netăcute în 9 volume, vol.VI, 2013, Chișinău, Editura „Grafema Libris”;
47. Inscripții pe Etern, Opere Netăcute în 9 volume, vol.VII, 2014, Chișinău, Editura „Grafema Libris”;
48. Inscripții pe Etern, Opere Netăcute în 9 volume, vol. VIII (Poeme, cronici, eseuri, pamflete și piese de teatru nepublicate în volum), 2015, Chișinău, Editura „Grafema Libris”;

Într-o singură zi, la 17 februarie 2016, la Editura “Print Caro”, mi-au apărut, în traducerea a 60 de specialiști în domeniu din 17 țări (România, Rusia, Italia, Franța, Ungaria, Turcia, Slovacia, Brazilia, Spania, Serbia, Cehia, Letonia, Albania, Australia, Germania, Grecia și…Republica Moldova) 17 cărți traduse în 18 limbi ale lumii, precum urmează:
1. Cavalli della luce (Caii luminii), Antologie de versuri în limba italiană. Traduceri de Marilena Rodica Chiretu, Viorica Bălteanu, Ștefan Damian, Narcis Zărnescu, Maria-Gabriela (Mary Coco) și Veronica Vîrtosu;
2. Lyrical wonders, An Anthology in 13 Languages (Mirări lirice, Antologie în 13 limbi: greacă, albaneză, spaniolă, bulgară, găgăuză, sîrbă, letonă, cehă, arabă, turcă, portugheză, tătară crimeeană, maghiară). Traduceri de Balázs F. Attila, Baki Ymeri, acad. Kopi Kyçyku, Dr. Ardian Kyçyku, Maria Augustina Hâncu, Andrei Langa, Gheorghi Barbarov, Todur Zanet, Slavomir Gvozdenovici, Maria Briede-Macovei, dr. Jiří Našinec, Elisabeta Boțan, Christian Tămaș, Ali Narçın, Luciano Maia, Zina Ciobanu, Boróka Balázs și Guner Akmolla;
3. Poem from the Opera of silence (Poem din Opera tăcerii), Antologie de versuri în limba engleză. Traduceri de Clelia Ifrim, Daniel Ioniță, Diana-Viorela Burlacu, Irina Pelihataya și Narcis Zărnescu;
4. Rückgabe der Ewigkeit (Restituirea Veciei), Antologie de versuri în limba germană. Traduceri de Mircea M. Pop, Eugen D. Popin, Bernhard Setzwein, Narcis Zărnescu, Horst Fassel și Renate Müller;
5. Le Diamant de la Bénédiction (Diamantul binecuvîntării), Antologie de versuri în limba franceză. Traduceri de Lucia-Rodica Crișan, Ion Mărgineanu F., Maria Penzes, Nicole Pottier, Elisabeta Isanos, Constantin Frosin, Alexandru Jurcan, Lilia Toma, Paula Romanescu, Tatiana Panaitescu, Elena Bulai, Ion Roșioru și Narcis Zărnescu;
6. Paroles Apprivoisées (Cuvinte îmblînzite), carte de versuri, traducere în limba franceză de M. Gabriel, prefață de Gabriel Mardare;
7. The woman dancing (Femeia dansînd), carte bilingvă de versuri, traducere în limba engleză de Petru Iamandi;
8. Der Mensch mit zwei Sonntagen (Omul cu două duminici), carte de versuri, traducere în limba germană de Henrike Bradiceanu-Persem;
9. Le poème de jeudi (Poem de joi), carte de versuri, traducere în limba franceză de Florentina Stanciu;
10. L’arte delle parole con l’aureola (Lezioni d’un secondo), Massime e Riflessioni, (Arta cuvintelor cu nimb (Prelegeri de-o secundă), Carte de Maxime și Reflecții, traducere în limba italiană de Luca Cipolla;
11. Principe della tristezza, 50 poemi, (Cneazul tristeții), Carte de poezii, traducere în limba italiană și prefață de Geo Vasile;
12. Спрятанный сад, (Grădina ascunsă), carte de poezii, traducere în limba rusă de Alla Korkina, Maestru al Literaturii din Republica Moldova, Laureată a Premiului Internațional în domeniul Traducerilor Artistice;
13. Interogația iubirii/L’interrogation de l’amour, carte bilingvă de poezii, traducere în limba franceză de Cornelia Bălan Pop;
14. Remède de ciel, (Leac de cer), carte de poezii, traducere în limba franceză de Sergiu Guțu;
15. Laufende Namen, (Nume alergînd), carte de poezii, traducere în limba germană de Beatrice Ungar;
16. Sourire de lys, (Zîmbet de crini), carte de poezii, traducere în limba franceză de Cindrel Ovni Lupe;
17. Sözlere kar yağmıș (Nins de cuvinte), carte de poezii, traducere în limba turcă și tătară de Guner Akmolla;
18. Inscripții pe Etern, Opere Netăcute în 9 volume, vol. IX (Cronici, recenzii, eseuri, articole critice, poezii, parodii, catrene satirice și șarje dedicate), 2017, Chișinău, Editura „Grafema Libris”;
19. Poezii alese. Selected poems. Poésies choisies. Poemas escogidos. Colecția „Bibliotheca Universalis”. Traducere de Elena Țăpean, Gabriela Apetrei (engleză), Diana Dragomirescu (spaniolă), Noëlle Arnoult (franceză),  2017, Iași, Editura PIM;
20. „7”. Antologie poetică în limbile: română, portugheză, rusă, turcă, franceză, poloneză și tătară crimeeană. Traducere de Luciano Maia, Natalia Zagoreanu, Ion Mărgineanu F., Guner Akmolla și Lucian Butulescu, 2018, Chișinău, editura „Print Caro”;
21. „Nemărginirea sufletului”/”Бесконечность души”, ediție bilingvă româno-rusă. Traducere de Tatiana Dabija, 2018, Chișinău, editura „Print Caro”;
22. Ioan cel Rupt din Rai, Poezii inspirate din Viața sfîntă a Părintelui Ioan Zlotea, mărturisită de ucenicii săi, Colecția „Trîmbițele lui Dumnezeu”, 2018, Cartea II,  Chișinău, editura “Print Caro”;
23. Enciclopedia scriitorilor români contemporani de pretutindeni, (în propria lor viziune), apărut în 2019, la Tipografia Centrală  din Chișinău, în colecția „Pasărea Phoenix”. Coautor–acad. Mihai Cimpoi. 1.146 de autori incluși, 1.200 de pagini. Prefață–Mihai Cimpoi, postfață–Traian Vasilcău.
24. Cartea bilingvă „Cetăți de cuvinte/Forteresses de mots”, varianta română-franceză, a apărut la editura „Creatique” din Quebec, Canada, în anul 2021. Traducerea poeziilor aparține scriitorului Cornéliu Tocan din Canada. Volumul conține 35 de poezii, 64 de pagini, profilurile și fotografiile celor doi mînuitori de condeie, un Cuvînt Înainte, intitulat „Împlinirea unui Testament”, semnat de autor și un Cuvînt de Încheiere, intitulat „Un Meșter de Aripi”, semnat de acad. Nicolae Dabija.
25. Volumul ′′ Solitudes/Singurătăți „, publicat în ediția bilingvă (română-engleză), la editura “Creatique” din Quebec, conține traducerea a 35 de poezii de Cornéliu Tocan și o postfață sub prestigioasa semnătură a academicianului Mihai Cimpoi. Anul apariției—2021.
26. Volumul “Îngerul și săgeata/ L’ange et la fleche”- traducere din română în franceză de Cornéliu Tocan – postfață de dr.hab. Dragos Vicol, – a apărut la prestigioasa editură PIM  din Iași, în anul 2021.
27. Volumul “Flowered Psalm/Psalm înflorit” – traducere din română în engleză de Cornéliu Tocan, postfață de Horia Badescu, a apărut la editura PIM – Iași, în anul 2021.
28. Un nou volum de poezii, “L’uomo-lacrima – Omul-lacrimă”, sub semnătura poetului Traian Vasilcău, în calitate de autor, și a scriitoarei Varvara-Valentina Corcodel, în calitate de traducătoare (din română în italiană), a fost prefațat de academicianul Nicolae Dabija, din Republica Moldova. Ediția îngrijită și ilustrată de scriitorul Cornéliu Tocan, a apărut la editura “Créatique” – Québec, în anul 2021. Lectori: Giancarlo Giuliani, poet (consultant la Editura “Tabula Fati”, Chieti, Italia) și Elena Paroli, profesoară de italiană și de latină, Roma, Italia.
29. Volumul de poezii, româno-englez, prefațat de poetul Arcadie Suceveanu, intitulat “Al pietrei monolog/ Stone monologue”, apare la Tipografia Centrală din Chișinău, în traducerea scriitorului Cornéliu Tocan din Quebec, Canada. Anul apariției–2021.
30. Regretatul scriitor Nicolae Dabija semnează și această, a treia, prefață, la volumul român-italian „Lancea amurgului/Lancia del tramonto”, ce apare în anul 2021 la Tipografia Centrală din Chișinău și care încheie șirul noilor 8 volume traduse în engleză, franceză și italiană.
31. Volumul “Chip încuiat într-o floare/Visage enfermé dans une fleur”, apărut și el la Tipografia Centrală din Chișinău, în anul 2021, este prefațat de redutabilul critic și istoric literar Theodor Codreanu și tălmăcit în limba franceză de Cornéliu Tocan. („Autorul, care acum e la etapa de reabilitare după ce-a fost externat din spital, unde a suportat o formă foarte gravă de COVID, mulțumește și pe această cale traducătoarei Varvara-Valentina Corcodel pentru “măiastra ei traducere, iar scriitorului și traducătorului Cornéliu Tocan pentru grija cu care a lucrat ca aceste 8 cărți să fie și frumoase, demne de dus la suflet, și de ținut acolo, ca pe niște bijuterii alese, de neuitat”. La moment Traian Vasilcău, Maestru în Artă, Laureat al Premiului Național, are tipărite 79 de cărți în Moldova, România și Canada, dintre care 29 de volume au apărut în alte limbi decît cea română.  Poeziile și maximele sale au fost traduse în 20 de limbi ale lumii”, a menționat scriitorul Nicolae Roibu, pentru Agenția de Stat MOLDPRES).

#### Volume îngrijite:
1-2. Almanahul tinerilor poeți „La steaua”, vol.1-2, selecție, prefață și îngrijire, Colecția „Pasărea Phoenix”, Editura „Lyceum”, Chișinău, 2003.
3-4. „Urme pe cer, urmele lui Dumnezeu”(maxime, dialoguri, reflecții) de Flaviu-Lucian Vasilcău, ediția I, Editura „Viața arădeană”, colecția „Viața de pretutindeni”, subcolecția „Aripi de albatros”, prefață de Sabin Bodea și Ira Batrîncea, postfață de autor, Arad, 2013; ediția a II-a, completată, Editura „Grafema-Libris”, Chișinău, 2013.
5. „Crini duhovnicești”, de Părintele Ioan Zlotea. Selectie, îngrijire și predoslovie de Traian Vasilcău (Traianus), Colecția „Trîmbițele lui Dumnezeu”, Cartea I, „Print Caro”, Chișinău, 2018.
6. „Viața Părintelui Ioan Zlotea la Sălcuța”, de Gheorghe Mîrza-Enache. Ediție îngrijită de Traian Vasilcău (Traianus), Colecția „Trîmbițele lui Dumnezeu”, Cartea III, „Print Caro”, Chișinău, 2019.
7. „Viața ierodiaconului Dorimedont David, primul mucenic–ucenic al Părintelui Ioan Zlotea”, de Monah Iordan Ilarion. Ediție îngrijită de Traian Vasilcău (Traianus), Colecția „Trîmbițele lui Dumnezeu”, Cartea IV, „Print Caro”, Chișinău, 2019.
8. “Părintele Ioan Zlotea, Împăciuitorul lumii cu Mîntuitorul” de Gheorghe Mîrza-Enache. Ediție îngrijită de Traian Vasilcău (Traianus), Colecția “Trîmbițele lui Dumnezeu”, cartea V, „Print Caro”, Chișinău, 2019.
9. „Dumnezeiasca Iubire a Părintelui Ioan Zlotea, pentru frați” de Gheorghe Mîrza-Enache. Ediție îngrijită de Traian Vasilcău (Traianus), Colecția “Trîmbițele lui Dumnezeu”, cartea VI, Tipografia Centrală, Chișinău, 2019.
10.  „Viața Părintelui Ioan Zlotea, trimis nouă de Dumnezeu” de Macarie Sîrbu.  Ediție îngrijită de Traian Vasilcău (Traianus), Colecția “Trîmbițele lui Dumnezeu”, cartea VII, Tipografia Centrală, Chișinău, 2020.